# 袋鼠棋
袋鼠棋（Billabong），原文含義是水窪，是Eric Solomon於1995年推出的兩到四人棋類。

袋鼠棋棋盤

## 棋具
- 棋盤為14*16棋格。棋盤中間有2*4的藍色區塊，代表水窪。水窪正中間下繪有一條粗線，代表起始線與終點線。

- 袋鼠造型的木棋子，每方各五枚。以及有一枚黑色代表中立的棋子。

## 規則
- 先將黑棋子放在水窪。
- 每玩家輪流將一枚己棋放入任何空棋格，但不能放入水窪。全部玩家放置完方可行棋。
- 每回合，玩家需移動一枚己棋到空格，有兩種動作可選，但皆不可落至水窪。
  - 走：移動至周鄰八格之一。
  - 跳：跳躍前，將黑棋子放在移動棋子的起始格上，不得移動，但可被跳過，玩家該回合結束後才放回水窪。跳躍時，沿直橫或斜線跳過一枚任何方的棋子，其跳躍間格需恰好原本兩棋子間的空格數兩倍加一。每次跳躍，不可越過或落在其他棋子或水窪。每回合一枚棋子可作多次跳躍。
- 己棋依順時鐘方向繞過水窪並跨線兩次後，放置在水窪，不得再移動。
- 先將五枚的己棋放進水窪者勝[1]。

## 外部連結
- 遊戲介紹（页面存档备份，存于）
- 線上遊戲